# ジャック・ドレイヤー
- ジャック・ドライヤー

ジャック・アンドリュー・ドレイヤー（Jack Andrew Dreyer, 英語発音: /ˈʤæk ˈdraɪər/; 1999年2月27日 - ）は、アメリカ合衆国ユタ州ソルトレイクシティ出身のプロ野球選手（投手）。左投右打。MLBのロサンゼルス・ドジャース所属。

## 経歴

### プロ入りとドジャース時代
2021年のMLBドラフトでは指名がなく、ドラフト後の8月にロサンゼルス・ドジャースと契約してプロ入り。
2022年に傘下のルーキー級アリゾナ・コンプレックスリーグ・ドジャースでプロデビューした。
2024年はAA級タルサ・ドリラーズで開幕を迎え、その後AAA級オクラホマシティ・ドジャースへ昇格。2チーム合計で46試合に登板して防御率2.20を記録した。オフの11月19日にルール・ファイブ・ドラフトでの流出を防ぐため、40人枠に登録された。
2025年3月19日、東京シリーズのシカゴ・カブス戦に救援登板してメジャーデビューし、1回1失点だった。4月2日のアトランタ・ブレーブス戦では救援登板で2回無失点と好投し、メジャー初勝利を記録した。

## 人物
父のスティーブ・ドレイヤーもMLBでプレーした元プロ野球選手。

## 詳細情報

### 背番号
- 86（2025年 - ）